# Roland Föll
Roland Föll (Friburgo, 12 de septiembre de 1935 - Assen, 26 de junio de 1964) fue un piloto alemán de motociclismo, que participó en el Campeonato del Mundo de Motociclismo desde 1961 hasta su muerte en 1964.

## Biografía
Roland Föll hizo su debut en el Campeonato del Mundo de Motociclismo en 1959 como copiloto de Edgar Strub en la categoría de sidecar. En  1960 cambiaría por  el británico Florian Camathias. No sería hasta 1961 hasta que Föll comenzaría su aventura en solitario. Debutaba en el Gran Premio de Alemania de 500cc con una Matchless G50. En el Gran Premio de Francia anotó un punto con un sexto lugar. Al año siguiente, consiguió dos puntos más en Gran Premio de Alemania del Este y del Gran Premio de Finlandia.
La temporada de 1963 se centraría en la TT Isla de Man pero tanto en esta como en otros Grandes Premios que disputó, la retirada fue la tónica habitual. En 1964, volvería ser copiloto en sidecar de Florian Camathias con un buen resultado de inicioː la victoria en el Gran Premio de España. Sin embargo, Föll también participó en varias carreras en solitario contra la voluntad de Camathias, que lo reemplazó por Alfred Herzig.
Föll encontró la muerte en los entrenamientos de 125cc del Gran Premio de los Países Bajos.

## Resultados en el Campeonato del Mundo
Sistema de puntuación desde 1950 hasta 1968:
| Posición | 1.º | 2.º | 3.º | 4.º | 5.º | 6.º |
| Puntos   | 8   | 6   | 4   | 3   | 2   | 1   |

### Carreras por año
(Carreras en negrita indica pole position; Carreras en cursiva indica vuelta rápida)
| Año  | Clase | Moto      | 1     | 2     | 3       | 4       | 5       | 6     | 7     | 8       | 9       | 10      | 11    | 12    | Pts. | Pos. |
| ---- | ----- | --------- | ----- | ----- | ------- | ------- | ------- | ----- | ----- | ------- | ------- | ------- | ----- | ----- | ---- | ---- |
| 1961 | 500cc | Matchless |       | GER 8 | FRA 6   | IOM -   | NED -   | BEL - | RDA - | ULS -   | NAT -   | SWE 11  | ARG - |       | 1    | 26.º |
| 1962 | 350cc | AJS       |       |       | IOM Ret | NED -   |         |       | ULS - | RDA -   | NAT -   | FIN -   |       |       | 0    | -    |
| 1962 | 500cc | Matchless |       |       | IOM 18  | NED -   | BEL Ret |       | ULS - | RDA 6   | NAT 8   | FIN 6   | ARG - |       | 2    | 23.º |
| 1963 | 125cc | Ducati    | ESP - | GER - | FRA Ret | IOM Ret | NED -   | BEL - | ULS - | RDA -   | FIN -   | NAT 10  | ARG - | JPN - | 0    | -    |
| 1963 | 250cc | AJS       | ESP - | GER - |         | IOM Ret | NED -   | BEL - | ULS - | RDA -   |         | NAT -   | ARG - | JPN - | 0    | -    |
| 1963 | 500cc | Matchless |       |       |         | IOM 16  | NED -   | BEL - | ULS - | RDA Ret | FIN Ret | NAT Ret | ARG - |       | 0    | -    |
| 1964 | 125cc | Honda     | USA - | ESP - | FRA 6   | IOM 10  | NED -   | BEL - | GER - | RDA -   | ULS -   | FIN -   | NAT - | JPN - | 0    | -    |
| 1964 | 250cc | Honda     | USA - | ESP - | FRA -   | IOM Ret | NED -   | BEL - | GER - | RDA -   | ULS -   |         | NAT - | JPN - | 0    | -    |
| 1964 | 350cc | AJS       |       |       |         | IOM 15  | NED -   | BEL - | GER - | RDA -   | ULS -   | FIN -   | NAT - | JPN - | 0    | -    |
| 1964 | 500cc | Matchless | USA - |       |         | IOM 15  | NED -   | BEL - | GER - | RDA -   | ULS -   | FIN -   | NAT - | JPN - | 0    | -    |